# Ersilio Spiranelli
Ersilio Spiranelli (Lodi, ...) è un ex hockeista su pista italiano.

## Palmarès
- Campionato italiano: 1

Amatori Lodi: 1980-1981